# Сенфф, Нида
Дина Виллемина Якоба (Нида) Сенфф (нидерл. Dina Willemina Jacoba "Nida" Senff, 3 апреля 1920 — 27 июня 1995) — нидерландская пловчиха, олимпийская чемпионка 1936 года на дистанции 100 метров на спине.

## Биография
Родилась в 1920 году в Роттердаме. В 1935 году стала чемпионкой Нидерландов. В 1936 году на Олимпийских играх в Берлине завоевала золотую медаль на дистанции 100 м на спине. В 1937 году вновь стала чемпионкой Нидерландов. В 1936—1937 годах установила пять мировых рекордов.
В 1983 году внесена в Международный зал славы плавания.